# Manfred Kage
Manfred Paul Kage (* 4. Oktober 1935 in Delitzsch; † 9. August 2019 in Tübingen) war ein deutscher Fotograf, Künstler, Multi-Media-Pionier, Autor, Filmer und Wissenschaftler.

## Leben
Kage lernte in Stuttgart Chemieingenieur und absolvierte ein Privatstudium der Kunst und Philosophie. Er begann mit der Mikrofotografie zu experimentieren und entwickelte dafür eigene Apparaturen, wie z. B. den sogenannten „Polychromator“, eine Art optischer Synthesizer. Er gründete das Institut für wissenschaftliche Fotografie und Kinematografie sowie das Museum Kages Mikroversum. Anfang der siebziger Jahre kaufte er das Schloss Weißenstein und restaurierte es.
Kage gilt als Vertreter der künstlerischen und wissenschaftlichen Mikrofotografie und Pionier der Video- und Multimediakunst.
Kage zeigte seine Kunst seit 1957 im Kontext der subjektiven und generativen Fotografie sowie der apparativen Kunst in nationalen und internationalen Ausstellungen, Performances und Events (u. a. der Expo, der Biennale, im Museum of Modern Art in New York, bei den Olympischen Spielen, im ZKM und der ars electronica).
Seit 1961 beteiligte Kage sich als ZERO-Künstler an Ausstellungen, Performances und Multimediapräsentationen dieser Künstlergruppe. Im gleichen Jahr proklamierte Kage sein Manifest „Zur Realisation des optischen Konzerts“. Intention Kages war es, Naturvorgänge im Mikrobereich u. a. durch einen von ihm entwickelten „Optischen Synthesizer“ in einer ästhetisch-künstlerischen Performance wie eine Art Pianoklaviatur gespielt zu präsentieren. Dies realisierte Kage u. a. mit selbstgebauten Projektoren, eigens für ihn gebauten Videosynthesizern sowie Film- und Fotoaufnahmen von mikroskopischen Strukturen. Diese Elemente, welche oftmals in Verbindung mit einer von Kage entwickelten achtkanaligen Lichtorgel gezeigt wurden, konnten in Echtzeit und interaktiv gespielt werden.
Manfred Kages „Optisches Konzert“ wurde in moderner Umsetzung als medialer, abstrakter Lichtraum oder Großprojektion an Kuppeldächern, in Naturräumen und architektonischen Bauten durch die Familie Kage (Familienkünstlerkollektiv „K4i“, Manfred Kage, Christina Kage, Ninja-Nadine Kage und Oliver Kage) meist als synästhetische interaktive Performance mit Livemusik unterschiedlicher Musikkünstler präsentiert.
Kage erhielt 1964 im Kunstgewerbemuseum in Zürich als erster Künstler die Möglichkeit, seine kristalloptischen Kunstwerke quadratmetergroß auf der ersten von Ciba entwickelten Cilchrome-Print-Emulsion zu präsentieren.
Ab den 1960er-Jahren entstanden künstlerische Filme wie „Die Feder – Ein Wunderwerk der Natur“, ein 35-mm-Film, für den Kage eine Zoomfahrt 1:200 entwickelte, „Astropoetikon“ mit Herbert W. Franke sowie der Film „Impressions de la Haute Mongolie“ von Salvador Dalí (Regie: J. Montes-Baquer, Spezialeffekte und Mikroaufnahmen in Film und Bild: Manfred Kage). Des Weiteren entwickelte Kage Spezialeffekte für Science-Fiction-Filme wie „Das Gespinst“ und „Stimmen der Sylphiden“ (Drehbücher: H. W. Franke) oder „Solaris“ zu Ehren Stanislav Lems.
Kage war die erste Privatperson, die in Deutschland ein Rasterelektronenmikroskop besaß. Kages farbigen Mondgesteinsaufnahmen (fotografiert mit seinem Polychromator) wurden 1971 im Magazin „Bild der Zeit“ veröffentlicht.
1992 bis 1993 hatte Manfred Kage eine Gastprofessur an der Hochschule für Gestaltung in Karlsruhe und entwickelte dort ein Studienfach für wissenschaftliche und experimentelle Fotografie im Bereich der Medienkunst.
Kage arbeitete seit Beginn seiner beruflichen Tätigkeit in der Forschung, so u. a. über Jahrzehnte in einem Labor der Universität Paris an Mikroorganismen der Meere. Mit zahlreichen Dokumentarfilmern (wie z. B. Heinz Sielmann), Forschungsinstituten und Universitäten verband Kage eine enge Forschungskooperationen. Ab Mitte der 1990er Jahre arbeitete er auch zusammen mit seiner zweiten Ehefrau Ingetraut-Christina Kage insbesondere im Bereich der Planktonkunde. Über 20 Jahre war Kage zudem freier wissenschaftlicher Mitarbeiter im Institut für leichte Flächentragwerke bei dem Architekten Frei Otto und bei „Bild der Wissenschaft“ in Stuttgart.
Kage war berufenes Mitglied der Deutschen Gesellschaft für Photographie, der Deutschen Fotografischen Akademie, Mitgründer des Berufsverbands Freie Fotografen und Filmgestalter, Mitglied der Deutschen Gesellschaft für Protozoologie, der Deutschen Gesellschaft für Elektronenmikroskopie und Ehrenmitglied der Tübinger Mikroskopischen Gesellschaft.
In der Alfred Ehrhardt Stiftung (Kuratorin: Christiane Stahl) 2010 und im Deutschen Museum in München 2012 (Kuratorin: Cornelia Kemp) wurden ihm Retrospektiven gewidmet. Die Ausstellung „hier (und) in den 70ern – Kulturelle Institutionen und ihre Protagonisten in Esslingen und Umgebung“ würdigte Manfred Kage in der Villa Merkel in Esslingen (Kurator: Christian Gögger) als Pionier der Video- und Multimediakunst. Die Deutsche Post widmete Kage ab 2015 eine Sonderbriefmarkenserie „Mikrowelten“ mit zehn Marken seiner mikrofotografischen Motive. Neben zahlreichen Auszeichnungen erhielt Manfred Kage 2012 den Kulturpreis der Deutschen Gesellschaft für Photographie.
Bis kurz vor seinem Tod 2019 kreierte Manfred Kage Neuentwicklungen für seine künstlerische Mikrofotografie, Mikrovideo, der Video- und Multimediakunst.
Das Schloss Weißenstein in Baden-Württemberg, dass er 1971 erwarb, ist heute Sitz der künstlerischen Sammlung Manfred Kages und beherbergt das Unternehmen Kage Mikrofotografie mit dem „Institut für wissenschaftliche Fotografie“ und angeschlossenem Bildarchiv sowie dem Museum Kages Mikroversum, das sich insbesondere dem Lebenswerk Manfred Kages und seiner künstlerisch-wissenschaftlichen Arbeit widmet.
Kages zweite Ehefrau Christina, seine Tochter Ninja-Nadine und sein Schwiegersohn Oliver Kage arbeiteten in Forschung, der wissenschaftlicher Fotografie und künstlerischem Wirken eng mit Kage zusammen. Sie führen heute sein Lebenswerk im Schloss Weißenstein fort.

## Veröffentlichungen
- Kages fantastische Wasserwelten. (mit Christina Kage), Manuela Kinzel Verlag, Dessau 2014
- Kages fantastische Kristallwelten. (mit Christina Kage), Kinzel, Göppingen, 2013
- Kages fantastische Insektenwelten. (mit Christina Kage), Kinzel, Dessau 2012
- Kages fantastische Mikrowelten, (mit Christina Kage), Kinzel, Göppingen 2010
- Mikrofotografie – Schönheit jenseits des Sichtbaren. (Ausstellungskatalog), Hatje Cantz Verlag, Ostfildern 2010
- Siliziumwelt. (mit Herbert W. Franke), IBM Deutschland GmbH, Stuttgart 1985
- Video Art in the Federal Republic of Germany – 10: Crystallizations (Video), Eigenveröffentlichung, 1984
- Faszination des Lebendigen. (mit Werner Nachtigall), Herder Verlag, Freiburg im Breisgau 1980
- Kunstformen der Technik. (mit Herbert W. Franke), Edition-Visuell-Institutsverlag/Galerie, Weissenstein/Württ. 1978
- Welt im Kaleidoskop. (mit Andreas Koebel), Buch-Kunstverlag, Ettal 1971